# ルータン バリ・イージー

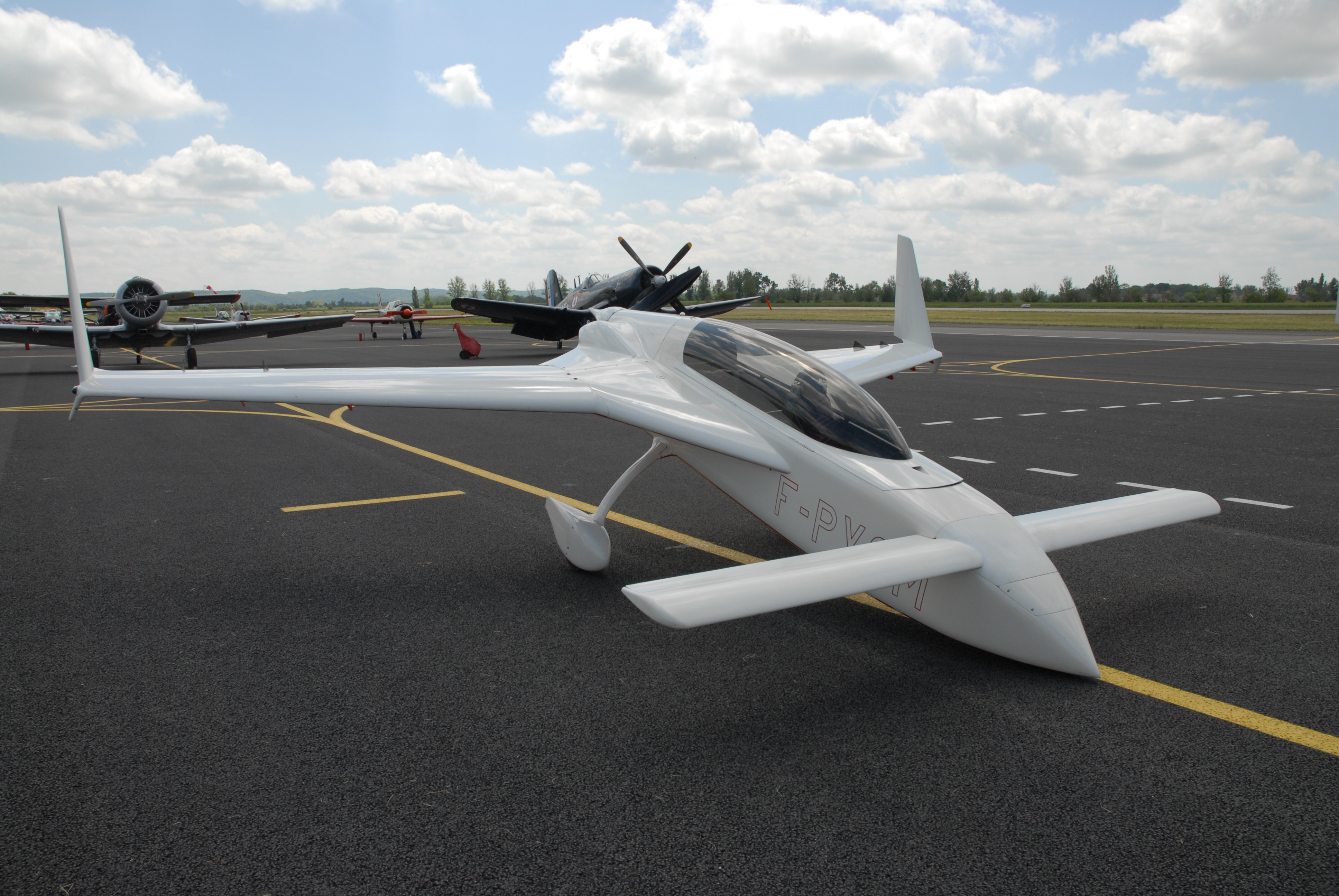
前車輪を引き込んで駐機しているバリ・イージー

ルータン バリ・イージー(Rutan VariEze)とはアメリカの航空技術者で航空機設計家バート・ルータンによって開発された小型航空機で、後に組み立て式飛行機として販売された。エンテ型、推進式の航空機であり、同様の形態を採用していたバリ・ビゲンの改良・発展型である。また、本機はルータンが後に開発するロング・イージーの元となり、他の開発者へも影響を与えてエンテ型の組み立て式飛行機の流行を生み、さらに繊維強化プラスチックを主材料とする機体の端緒となった。

## 開発・販売
バリ・イージーはバリ・ビゲンの発展型として1974年から開発が始められた。1号機（連邦航空局の登録番号N7EZ）はルータンからモデル31の型番が与えられ、機体組み立て開始から4ヶ月後の1975年5月21日に初飛行した。この機体のエンジンにはフォルクスワーゲン・タイプ1(62hp)のものが転用されていた。主翼はバリ・ビゲンのデルタ翼から後退翼となり、垂直尾翼はウィングレット状に少し機体の外側に傾けられて主翼端に配置されていた。降着装置は三車輪式であったが、前車輪は引き込み式、胴体後部の2車輪は固定式とされた。初飛行から3ヵ月後、この機体はウィスコンシン州オシュコシュで実験航空機協会(en:EAA)が毎年開催している航空祭(en:EAA AirVenture Oshkosh)にエントリーし、500kg級航空機として1,638マイル（2,636km）という航続距離記録を打ち立てた。
この記録達成の後、バリ・イージは組み立てキットとして販売されオシュコシュの航空祭ではとてもポピュラーな存在になった。もともとルータンはキットとして販売するつもりはなかったのだが、航空祭での反響に応えるかたちでバリ・イージーの量産キット（モデル33）を製作し、ルータン航空機製作所（スケールド・コンポジッツの前身）から販売したのだった。モデル33では主翼の翼根部（ストレーキ）が広がって面積が大きくなり、エンジンとしてコンティネンタル・モータース(en:Continental Motors)のO-200を採用している点が1号機（モデル31）との大きな違いだった。量産型の原型となった2号機（登録番号N4EZ）は1976年にオシュコシュの航空祭でお披露目され、同年7月からキットの受注が開始された。1980年代には約2000機が組み立てられ、バリ・イージーはロング・イージーと共にこの時代に最も売れた組み立て式飛行機となった。なお、バリ・イージーやロング・イージーでは機体の素材として繊維強化プラスチックを用いており、これらの機体の成功によって後の多くの組み立て式飛行機に同素材が用いられることになる。キットの販売は1985年まで続けられた。

## 設計

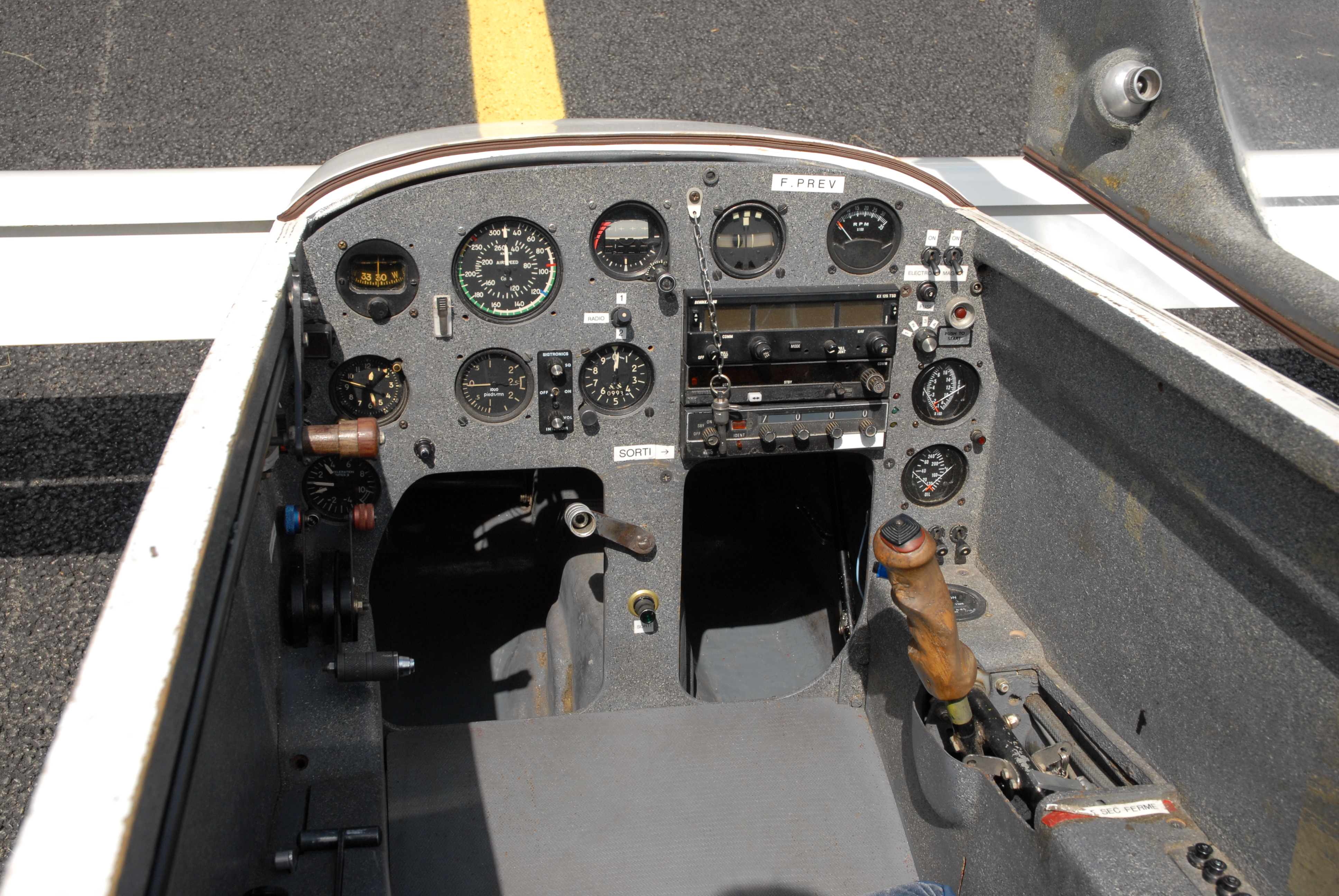
バリ・イージーの操縦席

ルータンはもともと失速やきりもみに陥りにくく、燃費の良い高効率な飛行を行えるような航空機の開発を目標としていたが、その解答の一つがエンテ型の航空機であった。エンテ型には離着陸速度が速くなるという欠点があるものの、主翼の失速の前に前翼（カナード翼）が失速し機首下げが起こって機速が増すため、致命的な飛行状態（きりもみ等）に陥る前に安定した状態へ回復できるという利点があった。
1号機はカナード翼に補助翼と昇降舵を兼ねたエレボンを備えていたが、後に生産された機体ではカナード翼の昇降舵と主翼の補助翼に役割を分担させている。
販売開始後、横滑り角が大きくなったときに主翼端の垂直尾翼が失速を起こし、横滑りが加速される飛行モードがあることが何人かのユーザーから報告された。これに対応して翼端の垂直尾翼を下方まで延長したり、主翼下面に何枚かの短い垂直板（MiG-15の主翼上面に配されている垂直板と同様のもの）が追加された。これらによって横滑りの加速はある程度防止されるようになった。
ただし、失速に強い機体には仕上がっていたものの他の組み立て式飛行機と比べて事故率が小さいというわけではなかった。1976年から2005年までの間に計130件の本機の事故が報告され、その内46件は致命的なものであった（なお2005年現在の本機の登録数は691である）。

## 性能諸元（モデル31）
- 搭乗員：2名
- 全長：3.78 m
- 全幅：6.40 m
- 翼面積：5.48 m²
- 空虚重量：180.7 kg
- 最大離陸重量：339.0 kg
- エンジン：フォルクスワーゲン・タイプ1のエンジン（排気量1,834cc、出力62hp、プロペラ推進）
- 巡航速度（出力75%時）：281.6 km/h
- 最大速度：340.0 km/h
- 失速速度：103.0 km/h
- 着陸速度：117.5 km/h
- 航続距離：

1,078 km （正規）
1,448 km （巡航速度時）
※標準的な燃料量は約90Lだが、航続距離記録を打ち立てた際は約150L搭載していた。